# Христос перед народом (гравюра Рембрандта)

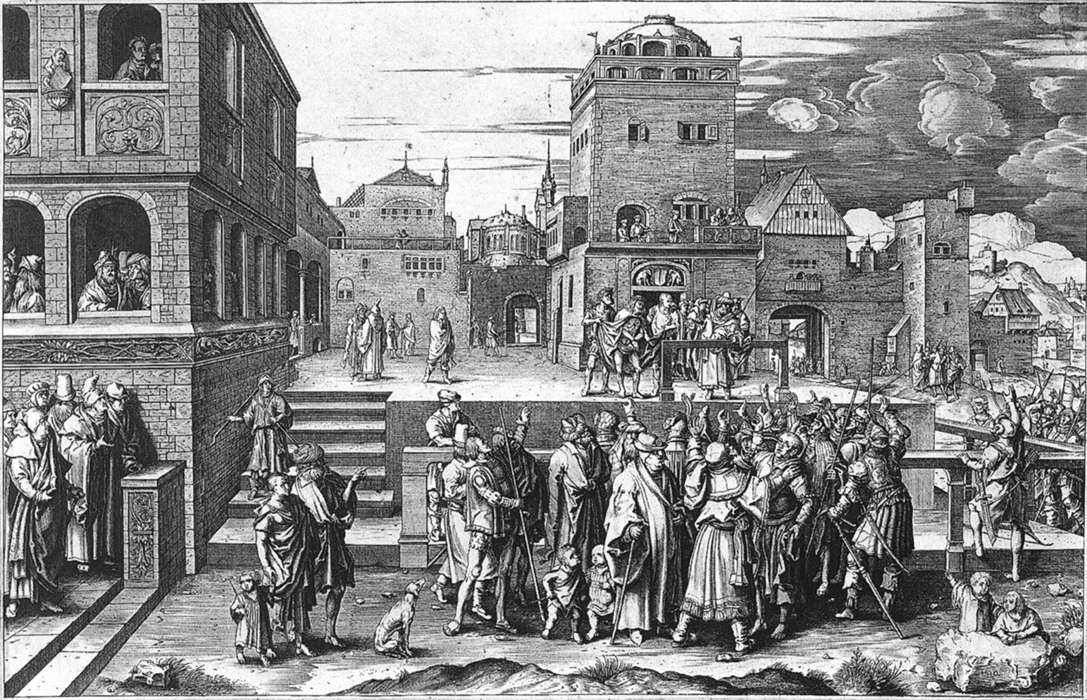
Лука Лейденский. Ecce Homo. 1510. Офорт. Рейксмюсеум, Амстердам

«Христос перед народом» (нидерл. Christus aan het volk getoond: liggende plaat) — один из самых знаменитых офортов Рембрандта, имеет восемь «состояний» (фиксирующих последовательные авторские изменения обработки гравировальной «доски»); все они считаются согласно специфике печатной графики полноценными оригиналами. Рембрандт всегда сам печатал свои офорты с последующей доработкой и число таких «состояний» иногда доходило до десяти-двенадцати, что было исключительным в практике гравирования того времени. Подписаны и датированы только седьмое и восьмое состояния (справа под окном видна подпись Rembrandt f. 1655), следовательно, остальные Рембрандт считал промежуточными.
Это последний офорт Рембрандта, посвящённый Страстному циклу евангельского повествования, хотя офорты он будет создавать ещё в течение десяти лет. иконографической основой для Рембрандта в данном случае послужил офорт Луки Лейденского «Ecce Homo» 1510 года, имевшийся среди других в коллекции художника.

## Тема и композиция
На офорте изображено событие, подробно описанное в Евангелии от Матфея. Прокуратор Иудеи Понтий Пилат представляет народу Иисуса Христа:

На праздник же Пасхи правитель имел обычай отпускать народу одного узника, которого хотели. Был тогда у них известный узник, называемый Варавва. Итак, когда собрались они, сказал им Пилат: кого хотите, чтобы я отпустил вам: Варавву, или Иисуса, называемого Христом? Ибо знал, что предали Его из зависти <…> Они сказали: Варавву. Пилат говорит им: что же я сделаю Иисусу, называемому Христом? Говорят ему все: да будет распят! Правитель сказал: какое же зло сделал Он? Но они ещё сильнее кричали: да будет распят! Пилат, видя, что ничто не помогает, но смятение увеличивается, взял воды и умыл руки перед народом, и сказал: невиновен я в крови Праведника Сего; смотрите вы (Мф. 27:15—24)
Площадь перед зданием заполнена народом Иерусалима, требующего распять Христа (исследователи отмечают сходство здания на офорте с Амстердамской Ратушей). В центре Понтий Пилат в тюрбане, стоящий на платформе в окружении солдат, указывает рукой на расположенного недалеко Иисуса. Между ними видно свирепое лицо Вараввы. Слева стоит мальчик с кувшином и тазом, для того чтобы Пилат смог вскоре в буквальном смысле «умыть руки».
Исследователь закономерностей композиции в изобразительном искусстве С. М. Даниэль подчёркивал некоторую «театральность» в построении офорта: «Зеркально-симметричное строение сцены определено трёхчастной архитектурной композицией с резко выделенной центральной частью, где на высоком постаменте совершается предпоследний акт сакральной драмы — Христос осуждается на распятие. Это, в сущности, представление представления, спектакль в спектакле: помост, на который выведен трагический герой, служит фундаментом для центрального ризалита и вместе с ним образует подобие триумфальной арки, обрамляющей сцену главного действия; однако эта сцена обрамлена, в свою очередь, трибуной, на которой разместились многочисленные зрители, со всех сторон — снизу, сбоку, сверху, с лестниц и балконов, из дверей и окон — стремящиеся разглядеть происходящее в центре. При этом периферийная сцена открыта для внешнего зрителя (зрителя изображения), что подчёркнуто архитектурной перспективой… Таким образом, зритель изображения, оставаясь лицом к лицу с ядром сакральной драмы, соучаствует в зрелище с толпой, обступившей помост».

## Состояния тонального решения композиции

### I—III состояния
В первых трёх состояниях композиция Рембрандтом была, в основном, завершена. Однако в правой части здания практически нет штриховки. В основном использована техника «сухой иглы». Размеры всех трёх состояний идентичны.

### IV—V состояния
Пластина, используемая для первых трёх состояний, была уменьшена путём срезания сверху полосы шириной около 25 мм. Причина заключалась в том, что у Рембрандта был определённый запас «японской бумаги», размеры которой были меньше размеров пластины. Кроме того, в правой части здания появились новые штриховки, обозначающие тень.

### VI состояние
Пластина была практически изношена, с V состояния был сделан, по крайней мере, 71 отпечаток.
Рембрандт взял новую пластину и подверг офорт революционным изменениям. Он удалил народ перед платформой, тем самым ещё больше сфокусировав внимание зрителя на события на платформе. Состояние редчайшее — известно только два отпечатка.

### VII состояние
На пустом пространстве после удаления людей с переднего плана появилось два арочных проёма. Между ними Рембрандт поместил фигуру то ли речного, то ли морского бога. Многочисленные комментаторы на протяжении столетий так и не дали удовлетворительного объяснения появлению этой фигуры. В офорте в различных местах появилась дополнительная штриховка. Впервые состояние подписано автором.

### VIII (последнее) состояние
Рембрандт отказался от непонятной фигуры бога, скрыв её глубокой тенью. Офорт завершён.

## Галерея

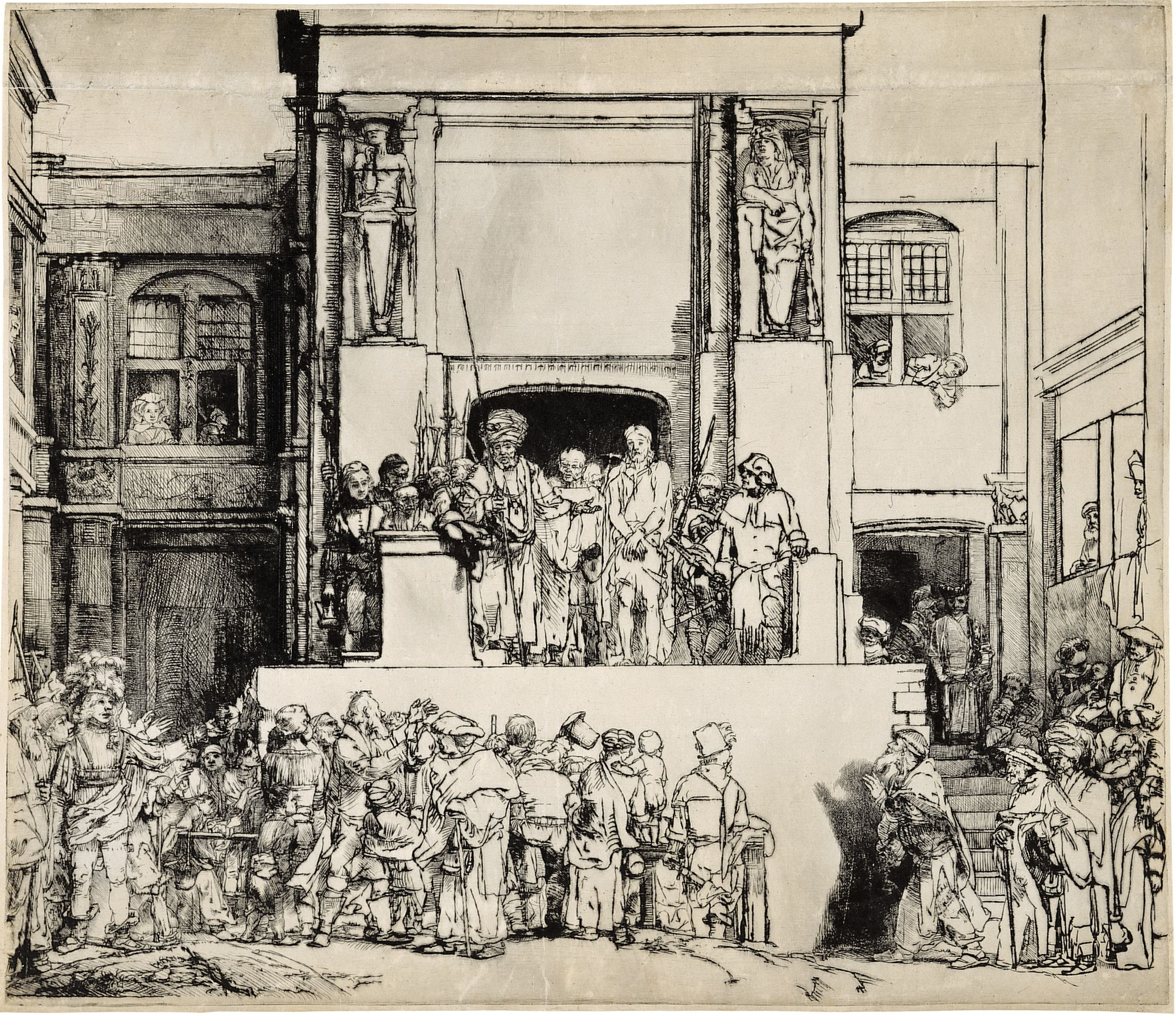
II состояние
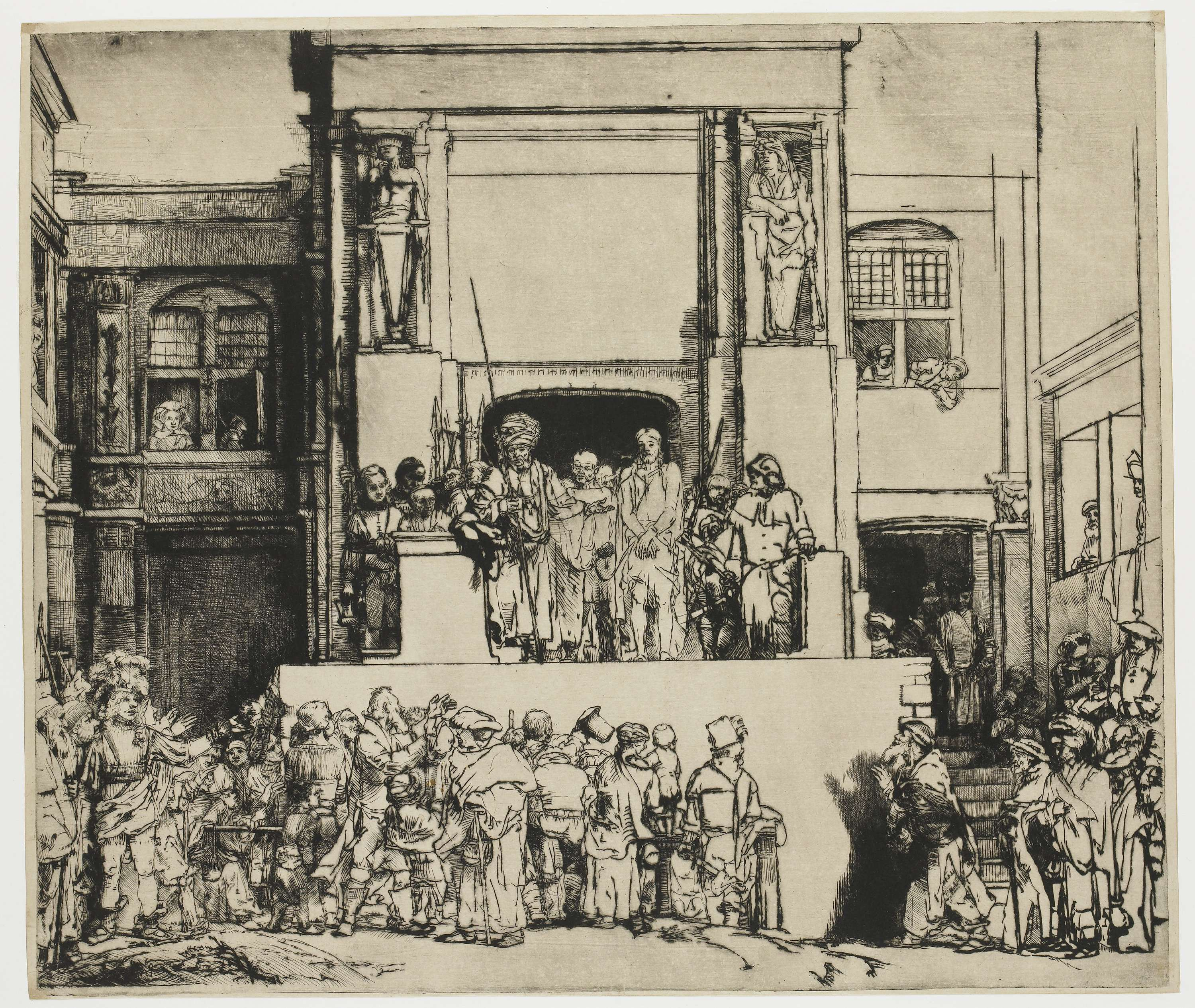
III состояние
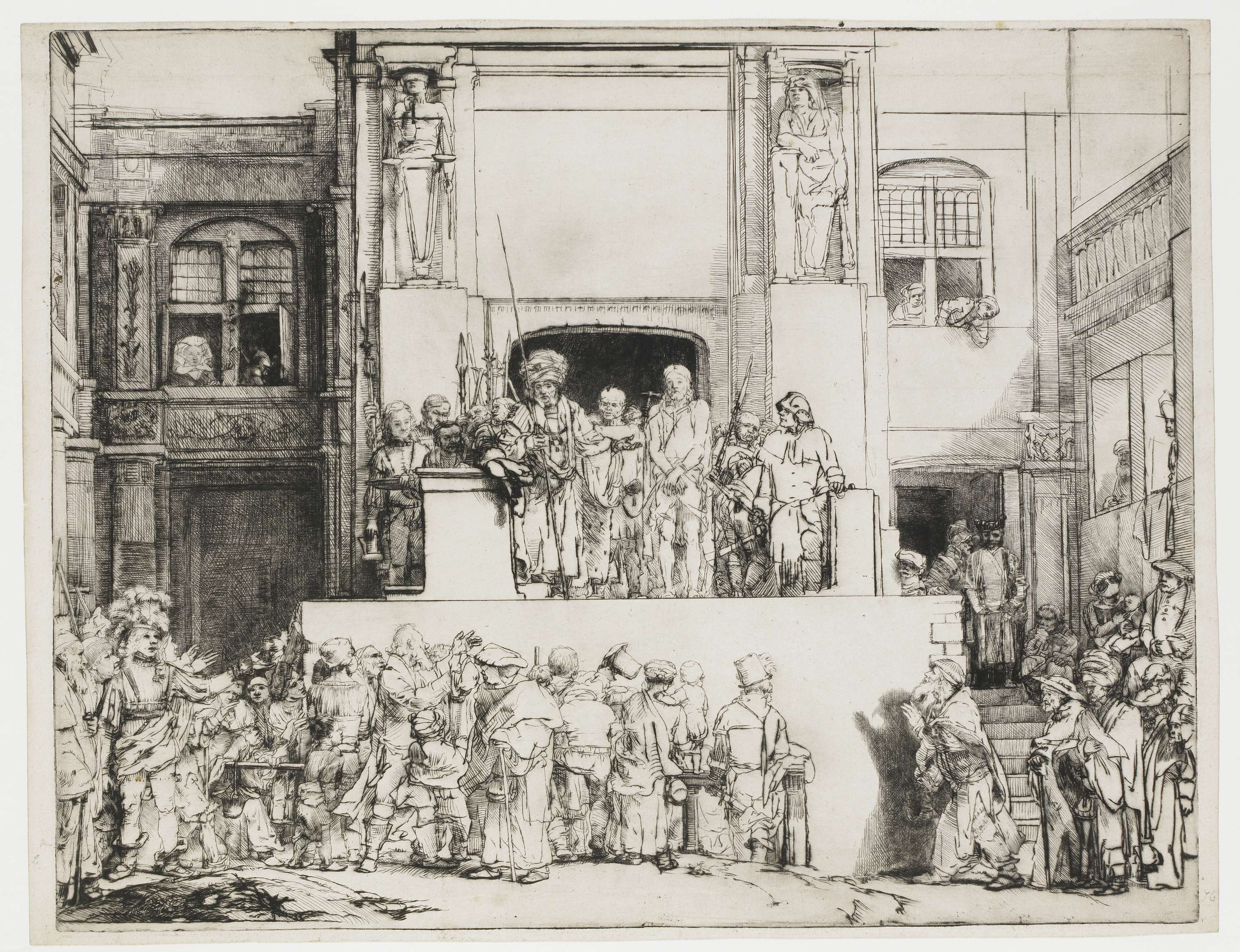
V состояние
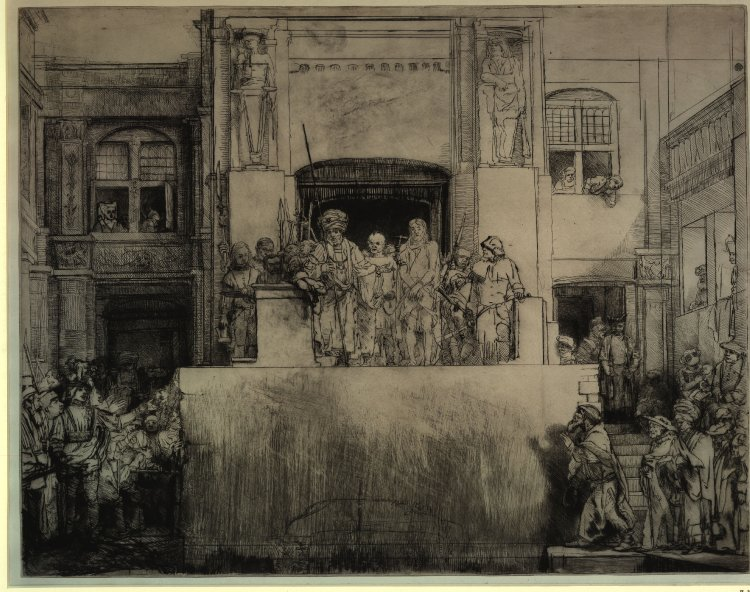
VI состояние
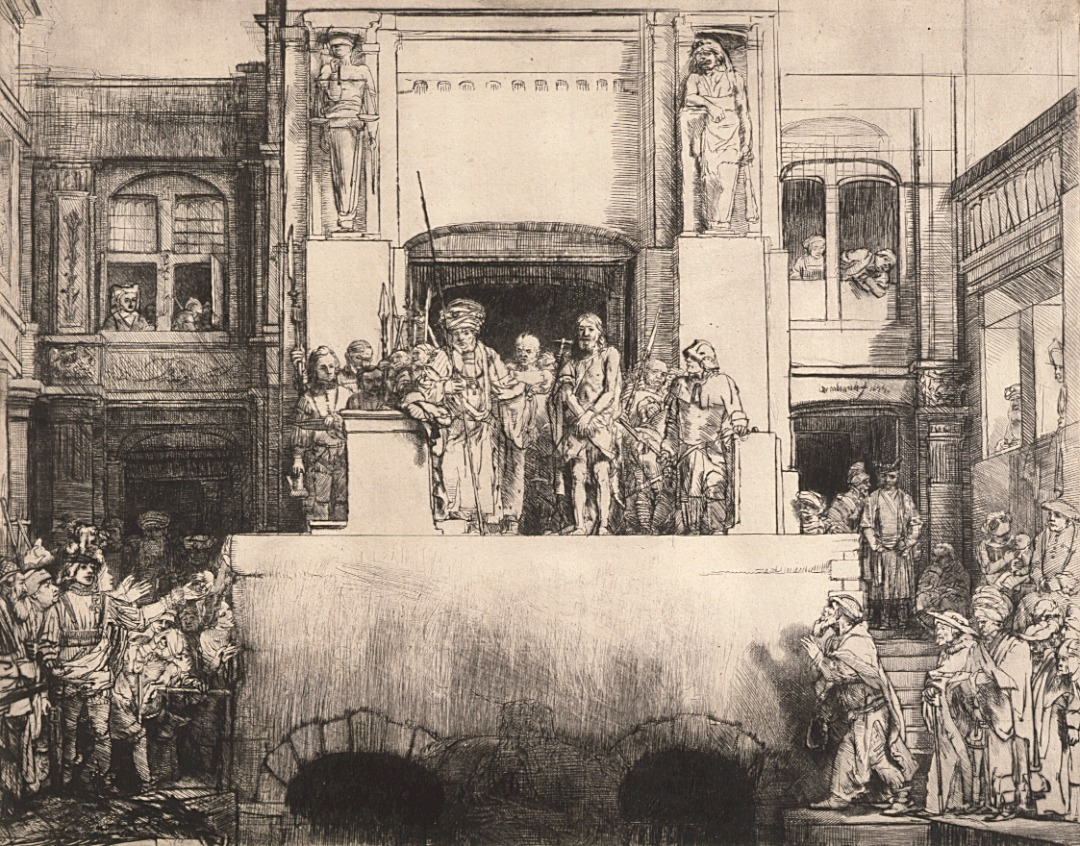
VII состояние
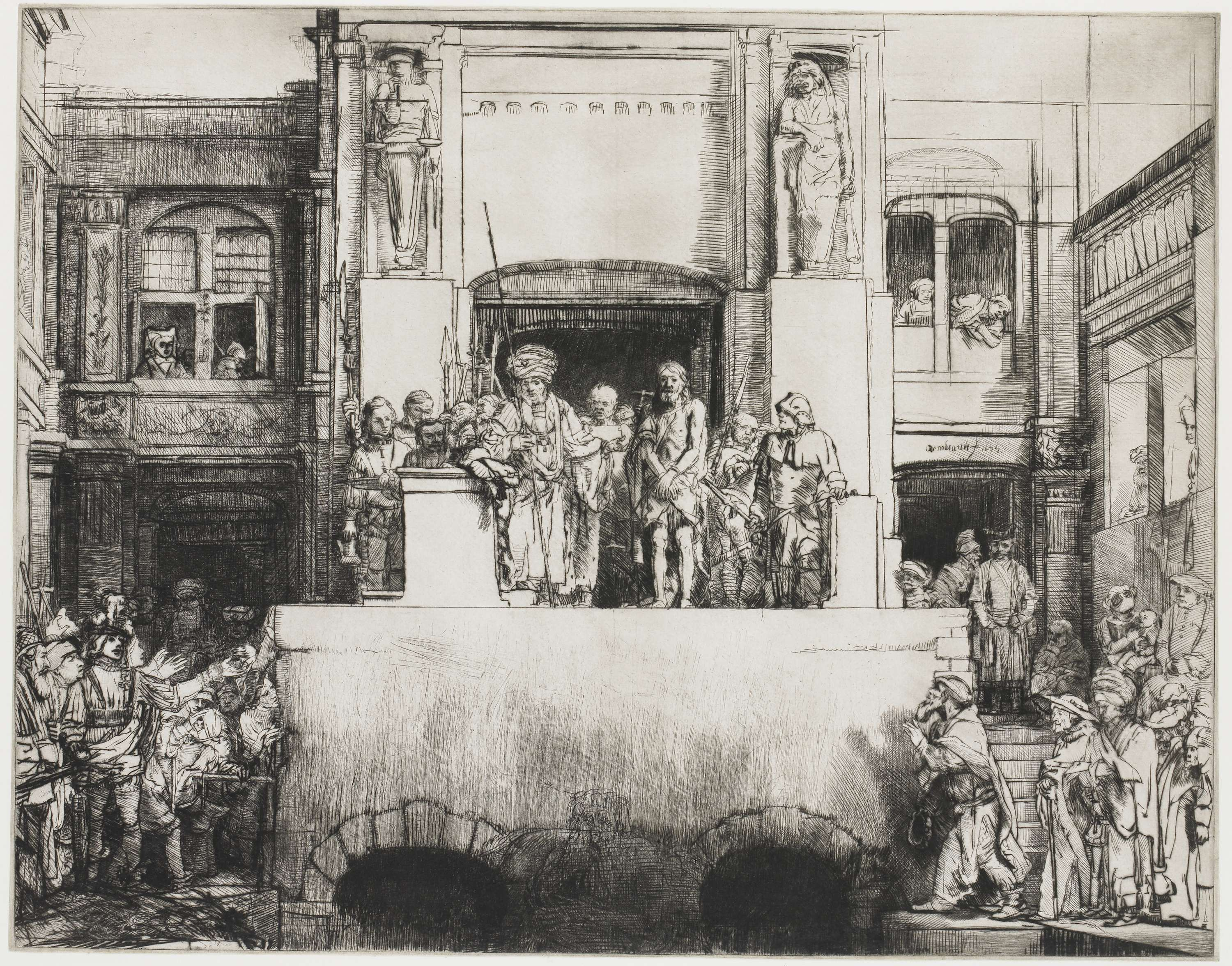
VIII состояние